# Reiner Prass
Reiner Prass (* 23. Mai 1958 in Idar-Oberstein) ist ein deutscher Historiker.
Nach einem Studium der Geschichte hatte Prass von 1985 bis 1988 eine Promotionsstelle am Max-Planck-Institut für Geschichte in Göttingen inne. Von 1989 bis 1991 war er als Wissenschaftlicher Mitarbeiter im Stadtarchiv Uslar beschäftigt. 1993 erfolgte seine Promotion bei Rudolf Vierhaus an der Universität Göttingen. Von 1993 bis 1997 war er als Wissenschaftlicher Mitarbeiter des Projektes „Alphabetisierung, Schulbesuch und Literarisierung in Nordwestdeutschland vom 16. bis zum 19. Jahrhundert“ der Volkswagen-Stiftung tätig. 2002 und 2004 hatte er Gastprofessuren an der Universität Paris I Sorbonne-Panthéon und am Maison des Sciences de l’Homme in Paris inne. Seit 2008 ist er Lehrbeauftragter an der Universität Erfurt.
Seine Forschungsschwerpunkte sind Forschungsreisende im 19. Jahrhundert, Wissenschaftsgeschichte (16.–19. Jahrhundert), Selbstzeugnisse, Praktiken des Lesens und Schreibens (17.–19. Jahrhundert) und Geschichte Nordostafrikas im 19. Jahrhundert.

## Schriften (Auswahl)
- Grundzüge der Agrargeschichte. Bd. 2: Vom Dreißigjährigen Krieg bis zum Beginn der Moderne (1650–1880), herausgegeben und eingeleitet von Stefan Brakensiek, mit einem Beitrag von Jürgen Schlumbohm, Köln, Weimar, Wien 2016.
- mit Alf Lüdtke: Gelehrtenleben. Wissenschaftspraxis in der Neuzeit. Köln 2008.
- mit Gérard Béaur, Christophe Duhamelle, Jürgen Schlumbohm (Hrsg.): Les sociétés rurales en Allemagne et en France (XVIIIe–XIXe siècles) (= Bibliothèque d'Histoire rurale), Rennes 2004.
- mit Jürgen Schlumbohm, Gérard Béaur, Christophe Duhamelle (Hrsg.): Ländliche Gesellschaften in Deutschland und Frankreich, 18.–19. Jahrhundert (= Veröffentlichungen des Max-Planck-Instituts für Geschichte, Bd. 187), Göttingen 2003.
- mit Hans Erich Bödeker und Ernst Hinrichs unter Mitarbeit von Andrea Hofmeister, Jens Riederer und Norbert Winnige: Alphabetisierung und Literalisierung in Deutschland in der Frühen Neuzeit (= Wolfenbüttler Studien zur Aufklärung, Bd. 26), Tübingen 1999.
- Reformprogramm und bäuerliche Interessen. Die Auflösung der traditionellen Gemeindeökonomie im südlichen Niedersachsen, 1750–1883 (= Veröffentlichungen des Max-Planck-Instituts für Geschichte, Bd. 132), Göttingen 1997.